# Dennis Pappas
Dennis Anthony Pappas (18 novembre 1915 – Wynberg, 9 gennaio 1984) è stato un pallanuotista sudafricano.
Ha fatto parte del Sudafrica che ha disputato il torneo di pallanuoto ai Giochi di Helsinki 1952.